# Ramaria bonii
Ramaria bonii är en svampart som beskrevs av Estrada 1995. Ramaria bonii ingår i släktet Ramaria och familjen Gomphaceae.   Inga underarter finns listade i Catalogue of Life.